# أوسفالدو ألونسو
أوسفالدو ألونسو (بالإنجليزية: Osvaldo Alonso)‏ (11 نوفمبر 1985 بسان كريستوبال في كوبا - ) هو لاعب كرة قدم أمريكي وكوبي في مركز الوسط. شارك مع منتخب كوبا لكرة القدم. أما مع النوادي، فقد لعب مع سياتل ساوندرز وتشارلستون بيتري وFC Pinar del Río ‏.

## وصلات خارجية
- أوسفالدو ألونسو على موقع الدوري الأمريكي (الإنجليزية)
- أوسفالدو ألونسو على موقع قاعدة بيانات كرة القدم.إي يو (الإنجليزية)
- أوسفالدو ألونسو على موقع ناشيونال فوتبول تيمز (الإنجليزية)
- أوسفالدو ألونسو على موقع Soccerbase.com (لاعب) (الإنجليزية)
- أوسفالدو ألونسو على موقع Soccerway.com (الإنجليزية)
- أوسفالدو ألونسو على موقع عالم كرة القدم.نت (الإنجليزية)
- أوسفالدو ألونسو على موقع AS.com (الإسبانية)